# Communauté de communes du Sud Dijonnais
La Communauté de communes du Sud Dijonnais était une communauté de communes française, située dans le département de la Côte-d'Or et la région Bourgogne-Franche-Comté.

## Histoire
La création au 1er janvier 2007 de la Communauté de communes du Sud Dijonnais avait entraîné la suppression du syndicat intercommunal à vocation multiple (SIVOM) existant.
Elle a été dissoute le 31 décembre 2016 pour fusionner avec deux autres intercos et former la communauté de communes de Gevrey-Chambertin et de Nuits-Saint-Georges.

## Composition
| Nom                        | Code Insee | Gentilé            | Superficie (km2) | Population (dernière pop. légale) | Densité (hab./km2) |
| -------------------------- | ---------- | ------------------ | ---------------- | --------------------------------- | ------------------ |
| Saulon-la-Chapelle (siège) | 21585      | Saulonnais         | 9,99             | 1 019 (2014)                      | 102                |
| Barges                     | 21048      | Bargeois           | 3,85             | 553 (2014)                        | 144                |
| Broindon                   | 21113      |                    | 4,64             | 173 (2014)                        | 37                 |
| Corcelles-lès-Cîteaux      | 21191      |                    | 6,75             | 819 (2014)                        | 121                |
| Épernay-sous-Gevrey        | 21246      |                    | 5,47             | 186 (2014)                        | 34                 |
| Noiron-sous-Gevrey         | 21458      | Noironnais         | 6,56             | 1 073 (2014)                      | 164                |
| Saint-Philibert            | 21565      | Saint-Philibertins | 4,72             | 446 (2014)                        | 94                 |
| Saulon-la-Rue              | 21586      | Saulonnais         | 4,53             | 689 (2014)                        | 152                |
| Savouges                   | 21596      | Savougeois         | 3,09             | 373 (2014)                        | 121                |